# زولی موره‌نو
زولی موره‌نو (انگلیسی: Zully Moreno؛ ۱۷ اکتبر ۱۹۲۰ – ۲۵ دسامبر ۱۹۹۹) یک هنرپیشه اهل آرژانتین بود. وی بین سال‌های ۱۹۳۸ تا ۱۹۶۰ میلادی فعالیت می‌کرد.
از فیلم‌ها یا برنامه‌های تلویزیونی که وی در آن نقش داشته است می‌توان به کریستینا، دام و گربه اشاره کرد.